# 군웅신
군웅신은 한국의 무속의 신의 하나로, 장군신의 일종이다.
원래 군웅이란 여러 명 즉 뭇영웅을 나타내는 단어로 장군신의 하나였다. 군인의 신분으로 죽은 사람, 전쟁터에서 혹은 사고 등으로 피 흘리고 죽은 사람, 비명횡사한 사람, 무신으로서 무예와 병서에 능통했던 인물들을 군웅이라고 한다. 군웅신은 제왕신이나 장군신, 산신 등을 보좌하는 신으로 관리와 감독의 역할, 액운과 액살을 막는 역할을 한다고 믿어왔다. 언제부터인가 군이란 글자의 한자를 군사 군(軍)자로도 병용 사용하게 되기도 했다. 
상산별군웅 신과 억사별군웅 신은 최영장군신을 보좌하는 부관, 수행원들이다. 산신군웅과 성조신군웅은 산신과 성조신을 보좌하는 군웅이고, 사살군웅은 악령과 살을 퇴치하는 신으로 이름없이 죽어간 군인의 신이다. 사신군웅은 외교사절로 오고 가던 외교관 혹은 수행 군인의 신이다.

## 같이 보기
| - 애동제자 - 오방신장 - 관성제군 - 단군 - 기자 - 김유신 - 조왕신 - 최영 | - 별상대신 - 환인 - 치우 - 환웅 - 뒤주대감 |